# Jordi Morant i Clanxet
Jordi Morant i Clanxet   (Tarragona, 1933 - Tarragona, 7 d'octubre de 2019) fou un historiador i escriptor català. Amant de la cultura, les arts i la història fou autor de nombroses publicacions relacionades en aquests àmbits. La seva obra escrita i les seves col·laboracions amb diverses publicacions d'entitats de la ciutat són moltes, i de fet, treballava en diversos llibres que han quedat inèdits, degut a la seva mort.

## Biografia
Nascut a Tarragona l'any 1933, fill d'una modesta família. Fou alumne del Col·legi de l'Estonac, de l'escola pública, del Seminari Pontifici i dels Germans de la Salle. Va obtenir el títol de Comerç i comptable de llibres mercantils, però la seva vocació es decantà cap a les arts i la història. Va assistir uns anys a l'Escola d'Art on va perfeccionar el dibuix i la pintura i a l'Escola de Música, però ho va deixar per a dedicar el temps lliure a la seva veritable passió. Autodidacta i assidu a investigar en els diferents arxius de la ciutat, s'inicià a escriure l'any 1951.
En l'àmbit de la cultura va promoure nombroses actuacions en els camps més diversos. Jordi Morant fou dels principals capdavanters el 1955 en el moviment Pro-Foment de la Sardana. Va ser un dels fundadors de la Colla Sardanista Joventut Tarragonina. Va ser també soci fundador del Casal Tarragoní (1957). Passat aquest període ocupà la Secretaria del Patronat Municipal de Castells i organitzà la primera exposició castellera a la Casa Castellarnau l'any 1968. Fou també secretari dels primers concursos de castells que es convocaren en aquella època. Paral·lelament, recollí el material dispers de l'antic Museu de la Ciutat, que inventarià i catalogà. Enllestit el treball, rebé l'encàrrec de formar part de la Comissió Pro Monument a Verdaguer.
Atesa la seva vinculació familiar a La Pobla de Montornès, l'any 1973 fundà l'Associació Amics de Montornès, de la qual va ser president 10 anys, i promogué el Pessebre Vivent. El 1981 fundà l'Associació cultural del Gogistes Tarragonins, de la qual també en va ser president, agrupació dedicada a la recopilació, edició i posada en valor dels goigs així com altres creacions religioses. Tant als Gogistes com als Amics de Montornès, creà dues revistes que dirigia, i que foren, respectivament, Gàudia i Montornès. En el sí de la Reial Societat Arqueològica Tarraconense, fou soci des de l'any 1965.
L'any 1995 Òmnium Cultural el proclamà Tarragoní Fidel. L'Ajuntament de Tarragona li concedí el 2003 el Diploma de Serveis Distingits de la Ciutat
Com a publicista va conrear, sobretot, la biografia local i la història costumista. Va escriure un gran nombre de treballs de caràcter històric en diaris locals i revistes d'àmbit local i comarcal. També un parell de treballs en el Butlletí Arqueològic.
Jordi Morant i Clanxet va morir a Tarragona el 7 d'octubre de 2019.

## Publicacions
Hi ha articles seus publicats al Butlletí d'Informació Municipal de Tarragona, Butlletí del Sindicat d'Iniciativa, Claxon, Gaudia, i també als opuscles de les confraries de Setmana Santa de Tarragona i programes de festes de l'Ermita de la Salut, del Roser, i altres. Darrerament col·laborà a alguns anuaris de l'Associació cultural Sant Fructuós. Fora de la ciutat hi ha aportacions seves al Butlletí Montornès, Estudis Altafullencs, Estudis de Constantí, l'Orella de Farena, Estímul de la Canonja i a Catalunya Comtal.
Per al Diari de Tarragona i Nou Diari, va redactar centenars d'articles sobre història, esdeveniments tarragonins, socials, polítics i altres. Al Diari de Tarragona publicà, darrerament, una sèrie d'esbossos biogràfics de personatges tarragonins distingits.
Entre els seus llibres destaquen: Història dels castells (1967 i 1975); Cent anys de sardanisme a Tarragona (1971); Iconografia de Tarragona. Recull dels goigs (1972); La Pobla de Montornès. Introducció a la seva història (1972); Cinquantenari de l'Associació Pessebrista de Tarragona (1978); La festa popular de Santa Tecla de 1687 (1989); El ball tarragoní de Dames i Vells (1981); Miquel Melendres i Ruè, fulgent poeta de la terra (1992); Guia de la Pobla de Montornès (1983); La plaça de Toros de Tarragona (1983); El tren per la Pobla de Montornès i el centenari del ferrocarril de Reus a Roda de Berà (1984); Temes poblencs I, Pau Rovira (1985); La Societat Coral l'Àncora (1985); L'Arc de Berà (1986 i 1987); Pàgines tarragonines (1989); Història i tradició de co-patró de Tarragona Sant Magí (1997 i 2001); L'estàtua de Roger de Llúria a Tarragona. Vicissituds d'un monument (2001); i Músics de Tarragona (2010).
Deixa inèdits alguns llibres: Estudis històrics poblencs II i una Monografia històrica del Santuari ermita de la Mare de Déu de Montornès; El teatre tarragoní d'aficionats de post-guerra 1936-1955; Un segle bandes de música a Tarragona; L'escut d'Armes de la Ciutat de Tarragona; i Història de l'Orfeó Tarragoní. 1903-1937.
Part del seu fons documental es troba a la Biblioteca Hemeroteca Municipal de Tarragona.